# Lovieanne Jung
Lovieanne "Lovie" Jung (Honolulu, 11 janvier 1980 - ) est une joueuse de softball américaine.

## Palmarès
| Date | Compétition                      | Lieu           | Rang |
| ---- | -------------------------------- | -------------- | ---- |
| 2002 | Championnat du monde de softball | Saskatoon      | 1er  |
| 2003 | Jeux panaméricains               | Saint-Domingue | 1er  |
| 2004 | Jeux olympiques de 2004          | Athènes        | 1er  |
| 2006 | Championnat du monde de softball | Beijing        | 1er  |
| 2007 | Jeux panaméricains               | Rio de Janeiro | 1er  |
| 2008 | Jeux olympiques de 2008          | Beijing        | 2e   |